# Antonio Mur Ortega
Antonio Mur Ortega, més conegut com a Toño Mur, és un exfutbolista riojà. Va nàixer a Logronyo el 26 d'agost de 1972. Ocupava la posició de defensa.

## Trajectòria
Sorgeix de les categories inferiors del CD Logroñés. A la campanya 94/95 puja al primer equip, amb qui disputa tres partits a la màxima categoria. Eixe any l'equip riojà seria el cuer de la classificació.
Sense continuïtat en el Logroñés, el defensa prosseguirà la seua carrera en equips més modestos, com el Recreación de la Rioja.